# Octopus wolfi
Octopus wolfi är en bläckfiskart som först beskrevs av Wülker 1913.  Octopus wolfi ingår i släktet Octopus och familjen Octopodidae. Inga underarter finns listade i Catalogue of Life.